# Saint-Vincent (Puy-de-Dôme)
Pour les articles homonymes, voir Saint-Vincent.
Saint-Vincent est une commune française, située dans le département du Puy-de-Dôme en région Auvergne-Rhône-Alpes.

## Géographie
Saint-Vincent est situé à une dizaine de kilomètres à l'ouest d'Issoire sur le chemin départemental (CD) 629, un peu à l'écart du CD 26. Le village se compose du bourg, Saint-Vincent (460 m d'altitude) construit dans le fond de vallée et de Lavelle (580 mètres d'altitude), un hameau situé à trois kilomètres environ, dominant la vallée depuis les flancs du puy de Lavelle. Le bourg est arrosé par la Couze de Pavin (appelée localement Couze Pavin, issue du lac Pavin), une petite rivière qui va se jeter dans l'Allier à Issoire.

### Climat
Pour des articles plus généraux, voir Climat d'Auvergne-Rhône-Alpes et Climat du Puy-de-Dôme.
En 2010, le climat de la commune est de type climat océanique dégradé des plaines du Centre et du Nord, selon une étude du Centre national de la recherche scientifique s'appuyant sur une série de données couvrant la période 1971-2000. En 2020, Météo-France publie une typologie des climats de la France métropolitaine dans laquelle la commune est exposée à un climat de montagne ou de marges de montagne et est dans la région climatique  Nord-est du Massif Central, caractérisée par une pluviométrie annuelle de 800 à 1 200 mm, bien répartie dans l’année. 
Pour la période 1971-2000, la température annuelle moyenne est de 10,6 °C, avec une amplitude thermique annuelle de 16 °C. Le cumul annuel moyen de précipitations est de 683 mm, avec 8,2 jours de précipitations en janvier et 6,6 jours en juillet. Pour la période 1991-2020, la température moyenne annuelle observée sur la station météorologique de Météo-France la plus proche, « Plauzat_sapc », sur la commune de Plauzat à 8 km à vol d'oiseau, est de 11,3 °C et le cumul annuel moyen de précipitations est de 606,8 mm,. Pour l'avenir, les paramètres climatiques de la commune estimés pour 2050 selon différents scénarios d'émission de gaz à effet de serre sont consultables sur un site dédié publié par Météo-France en novembre 2022.

## Urbanisme

### Typologie
Au 1er janvier 2024, Saint-Vincent est catégorisée commune rurale à habitat dispersé, selon la nouvelle grille communale de densité à sept niveaux définie par l'Insee en 2022.
Elle est située hors unité urbaine. Par ailleurs la commune fait partie de l'aire d'attraction de Clermont-Ferrand, dont elle est une commune de la couronne,. Cette aire, qui regroupe 209 communes, est catégorisée dans les aires de 200 000 à moins de 700 000 habitants,.

### Occupation des sols
L'occupation des sols de la commune, telle qu'elle ressort de la base de données européenne d’occupation biophysique des sols Corine Land Cover (CLC), est marquée par l'importance des territoires agricoles (73,8 % en 2018), une proportion sensiblement équivalente à celle de 1990 (74,3 %). La répartition détaillée en 2018 est la suivante : 
terres arables (39,5 %), zones agricoles hétérogènes (24,9 %), forêts (15,5 %), prairies (9,4 %), milieux à végétation arbustive et/ou herbacée (8,8 %), zones urbanisées (1,9 %). L'évolution de l’occupation des sols de la commune et de ses infrastructures peut être observée sur les différentes représentations cartographiques du territoire : la carte de Cassini (XVIIIe siècle), la carte d'état-major (1820-1866) et les cartes ou photos aériennes de l'IGN pour la période actuelle (1950 à aujourd'hui).

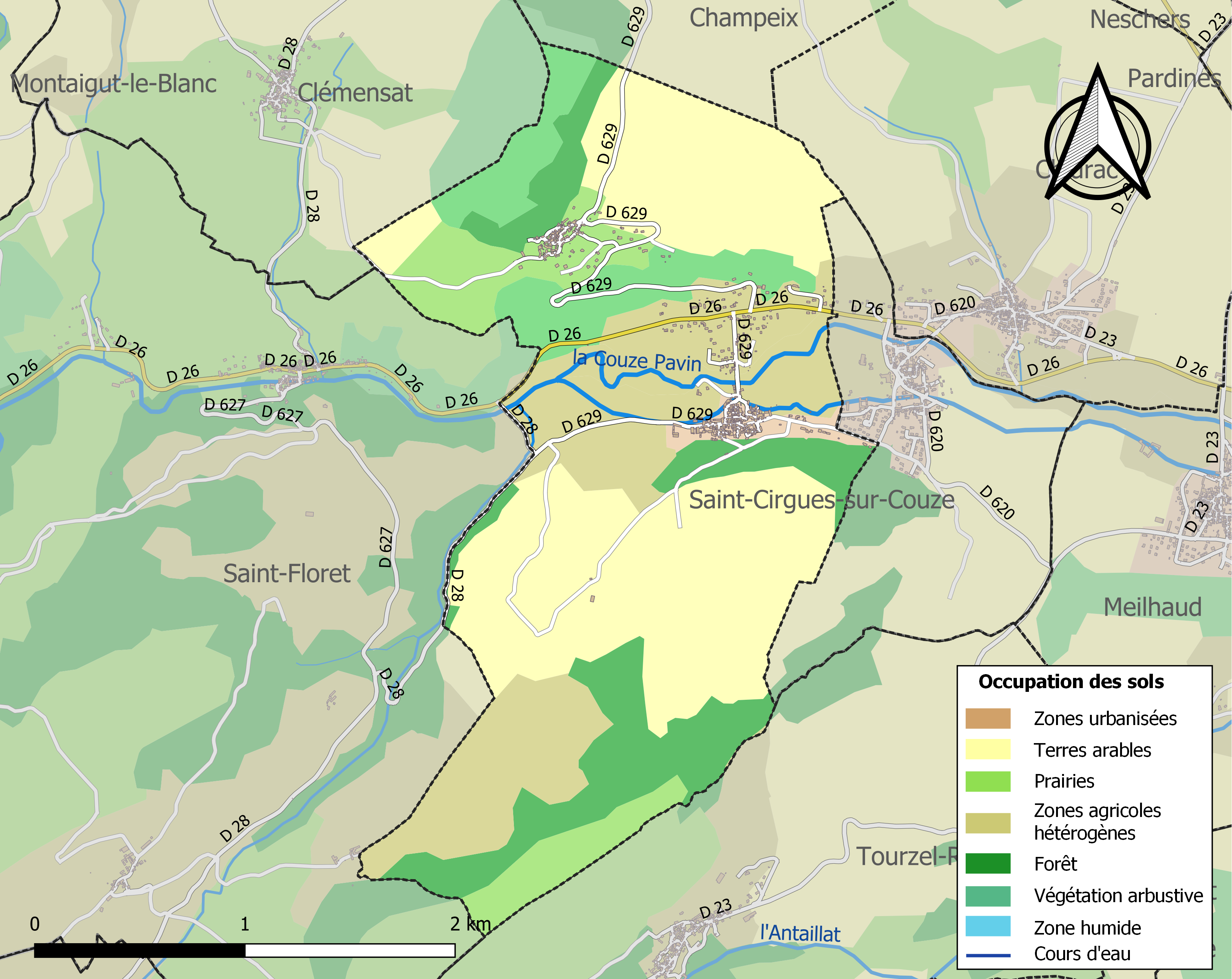
Carte des infrastructures et de l'occupation des sols de la commune en 2018 (CLC).

## Histoire
En 1304 Pierre de Montaigut-le-Blanc épouse Isabeau, fille de Robert III dauphin et reçoit la terre de Saint-Vincent.
L'église du XIIIe siècle est dédiée à saint Vincent. Elle a été remaniée au XVe siècle et restaurée au XIXe.
Au cours de la période révolutionnaire de la Convention nationale (1792-1795), la commune a porté le nom de Lassaigne.

## Politique et administration
| Période                                  | Période                         | Identité    | Étiquette | Qualité  |
| ---------------------------------------- | ------------------------------- | ----------- | --------- | -------- |
| Les données manquantes sont à compléter. |                                 |             |           |          |
| 2008                                     | En cours (au 15 septembre 2020) | Yves Coste, |           | Retraité |

## Population et société

### Démographie
L'évolution du nombre d'habitants est connue à travers les recensements de la population effectués dans la commune depuis 1793. Pour les communes de moins de 10 000 habitants, une enquête de recensement portant sur toute la population est réalisée tous les cinq ans, les populations de référence des années intermédiaires étant quant à elles estimées par interpolation ou extrapolation. Pour la commune, le premier recensement exhaustif entrant dans le cadre du nouveau dispositif a été réalisé en 2008.

En 2022, la commune comptait 417 habitants, en évolution de +1,71 % par rapport à 2016 (Puy-de-Dôme : +2,1 %, France hors Mayotte : +2,11 %).
| 1793 | 1800 | 1806 | 1821 | 1831 | 1836 | 1841 | 1846 | 1851 |
| ---- | ---- | ---- | ---- | ---- | ---- | ---- | ---- | ---- |
| 483  | 462  | 482  | 469  | 447  | 445  | 412  | 417  | 396  |

| 1856 | 1861 | 1866 | 1872 | 1876 | 1881 | 1886 | 1891 | 1896 |
| ---- | ---- | ---- | ---- | ---- | ---- | ---- | ---- | ---- |
| 412  | 398  | 378  | 381  | 394  | 387  | 397  | 402  | 414  |

| 1901 | 1906 | 1911 | 1921 | 1926 | 1931 | 1936 | 1946 | 1954 |
| ---- | ---- | ---- | ---- | ---- | ---- | ---- | ---- | ---- |
| 427  | 404  | 382  | 312  | 290  | 283  | 269  | 229  | 251  |

| 1962 | 1968 | 1975 | 1982 | 1990 | 1999 | 2006 | 2008 | 2013 |
| ---- | ---- | ---- | ---- | ---- | ---- | ---- | ---- | ---- |
| 259  | 254  | 202  | 218  | 259  | 289  | 389  | 418  | 415  |

| 2018 | 2022 | - | - | - | - | - | - | - |
| ---- | ---- | - | - | - | - | - | - | - |
| 413  | 417  | - | - | - | - | - | - | - |

## Culture locale et patrimoine

### Lieux et monuments
- Le château du XIVe siècle.
- Une église romane.
- Plusieurs pigeonniers.
- Chapelle Notre-Dame-de-la-Paix à Lavelle (début XVIIIe siècle) - Cette chapelle, reconstruite en 1860 sur les bases de l'ancienne, domine les voûtes de deux fontaines dont l'une alimente le lavoir. La cloche de 1730, est celle de la première chapelle édifiée à cet endroit. Elle a une valeur historique reconnue en 2012 par l'expert du ministère de la Culture. Elle a été proposée pour être classée à l'inventaire supplémentaire des monuments historiques.

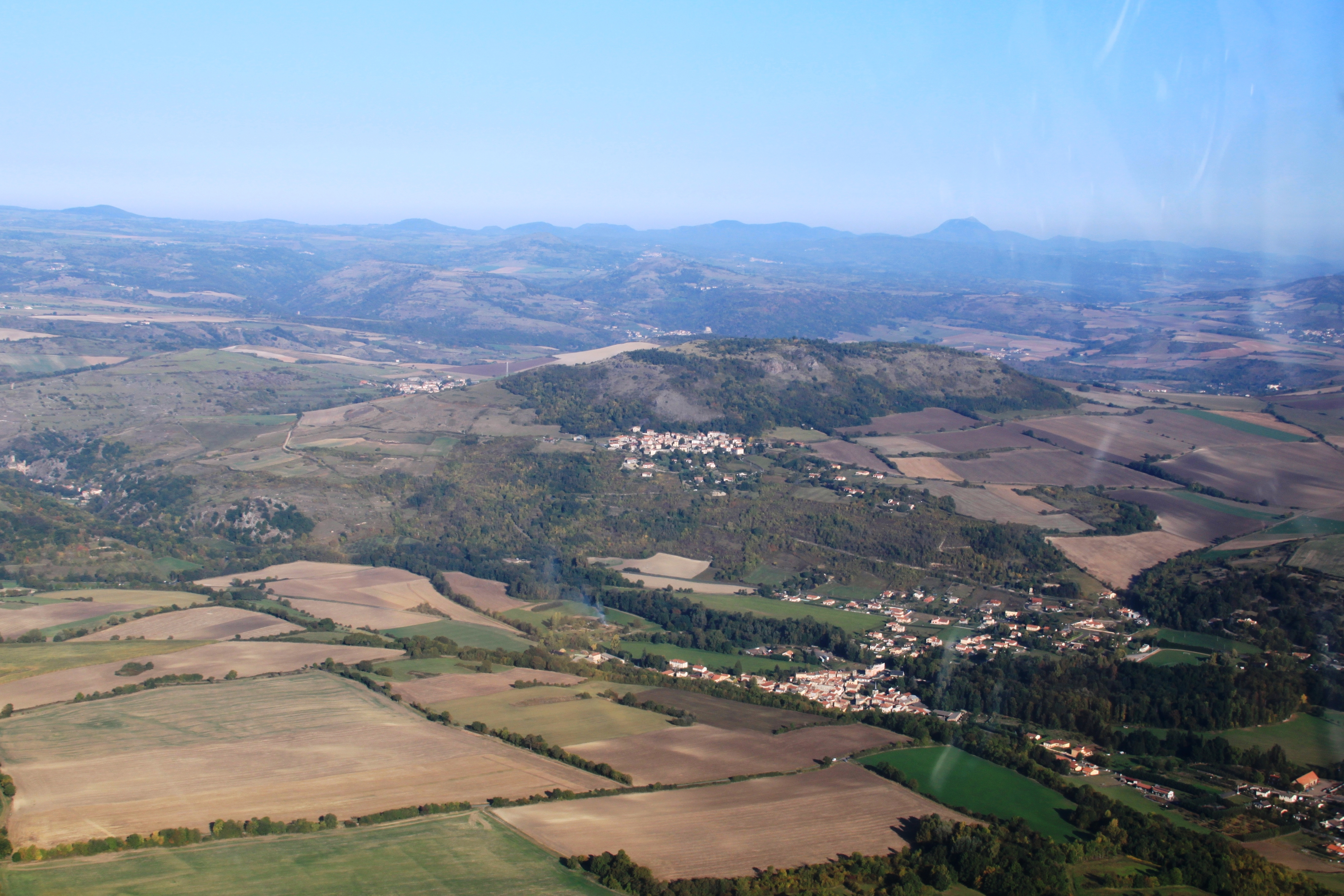
Vue d'avion vers le nord - Saint-Vincent dans le creux de la vallée de la Couze Pavin - Lavelle au flanc du petit volcan « le puy de Lavelle » - au fond, le Puy de Dôme.
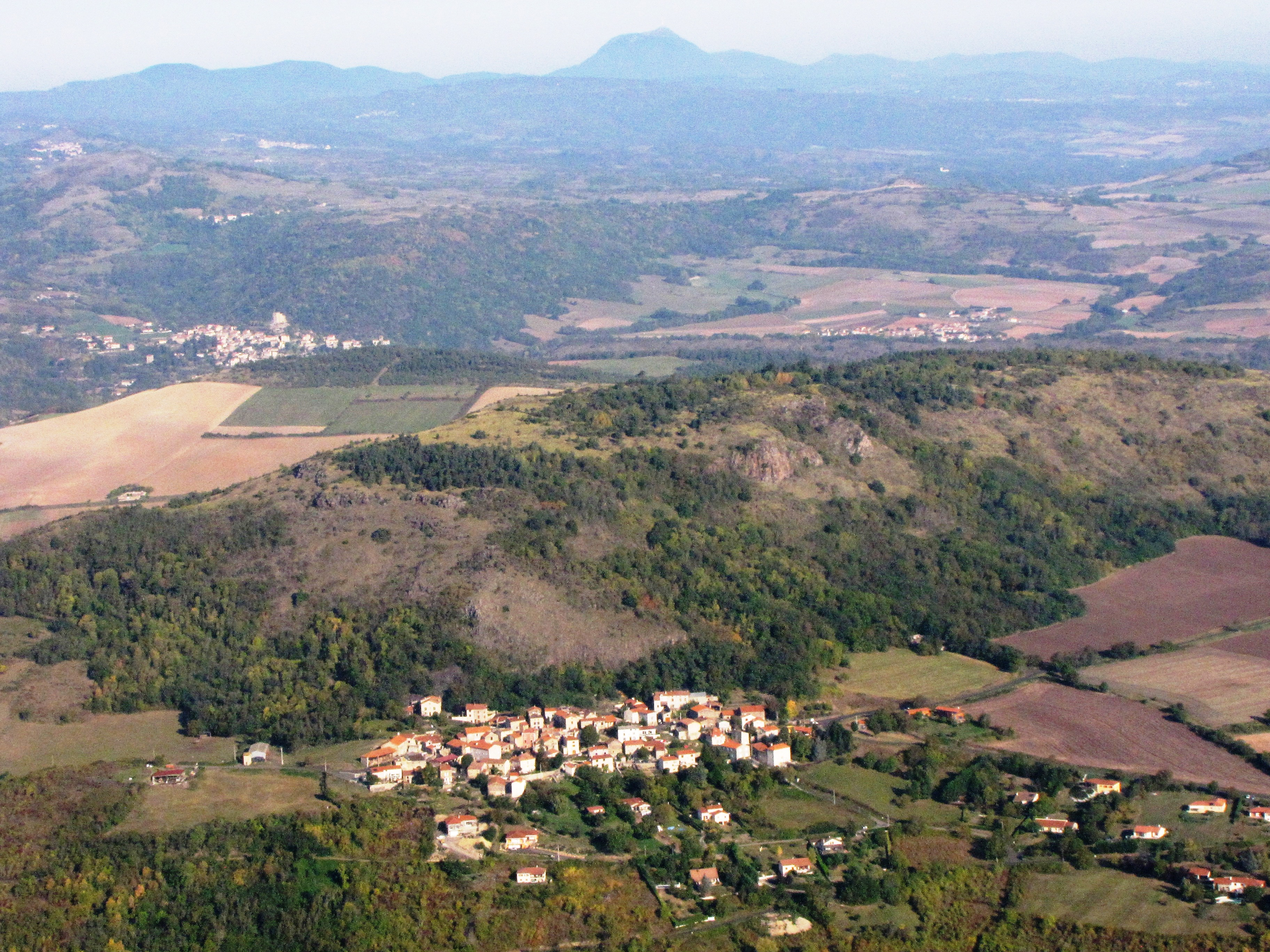
Vue d'avion vers le nord : le puy de Lavelle au premier plan - en fond le puy de Dôme. Le puy de Lavelle est en lisière du parc des Volcans d'Auvergne. C'est un superbe point d'observation à 360°.
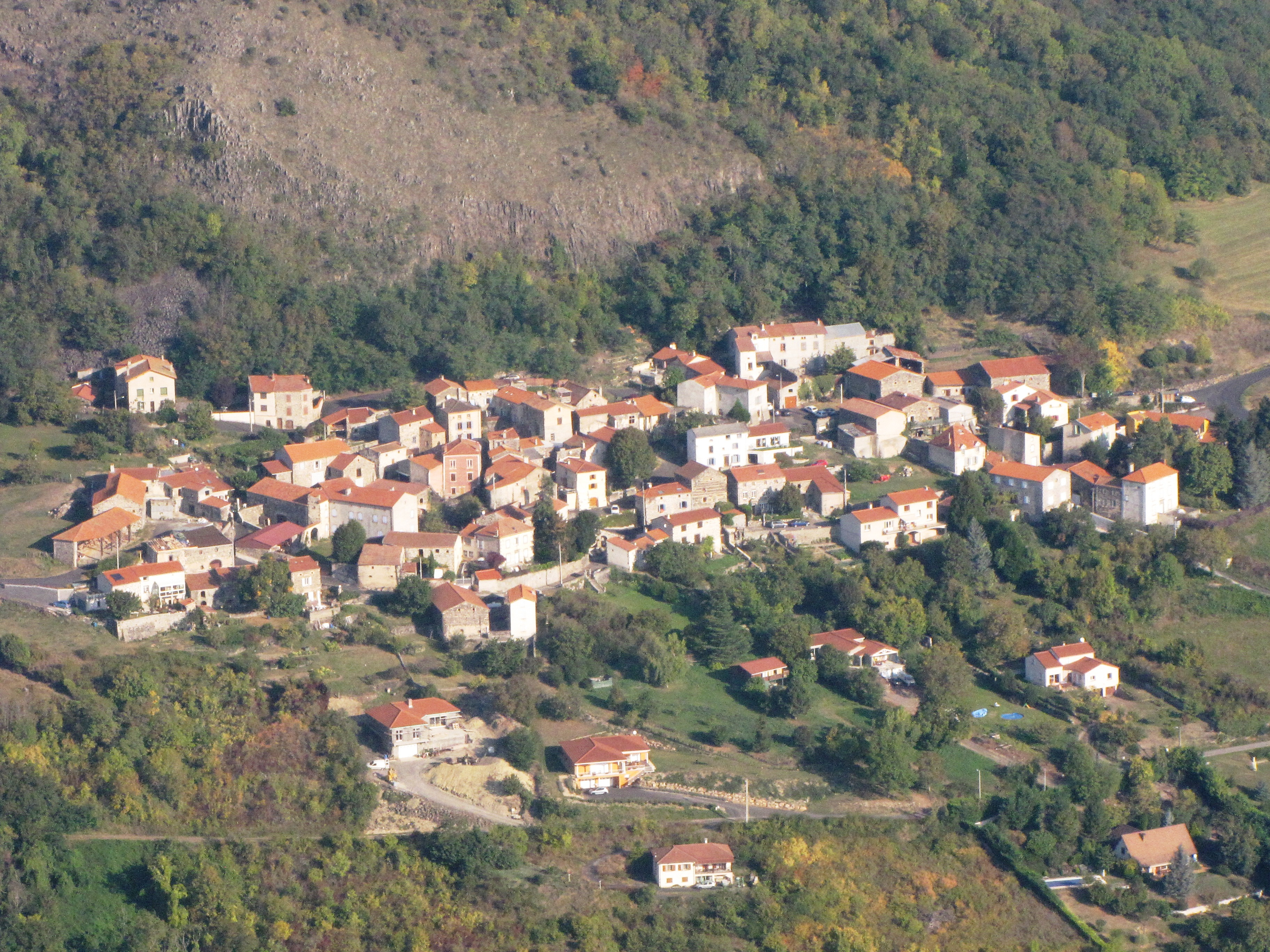
Lavelle est bâti sur le flanc du volcan. On voit ici que les orgues de basalte et un éboulis dominent la partie la plus ancienne des constructions.
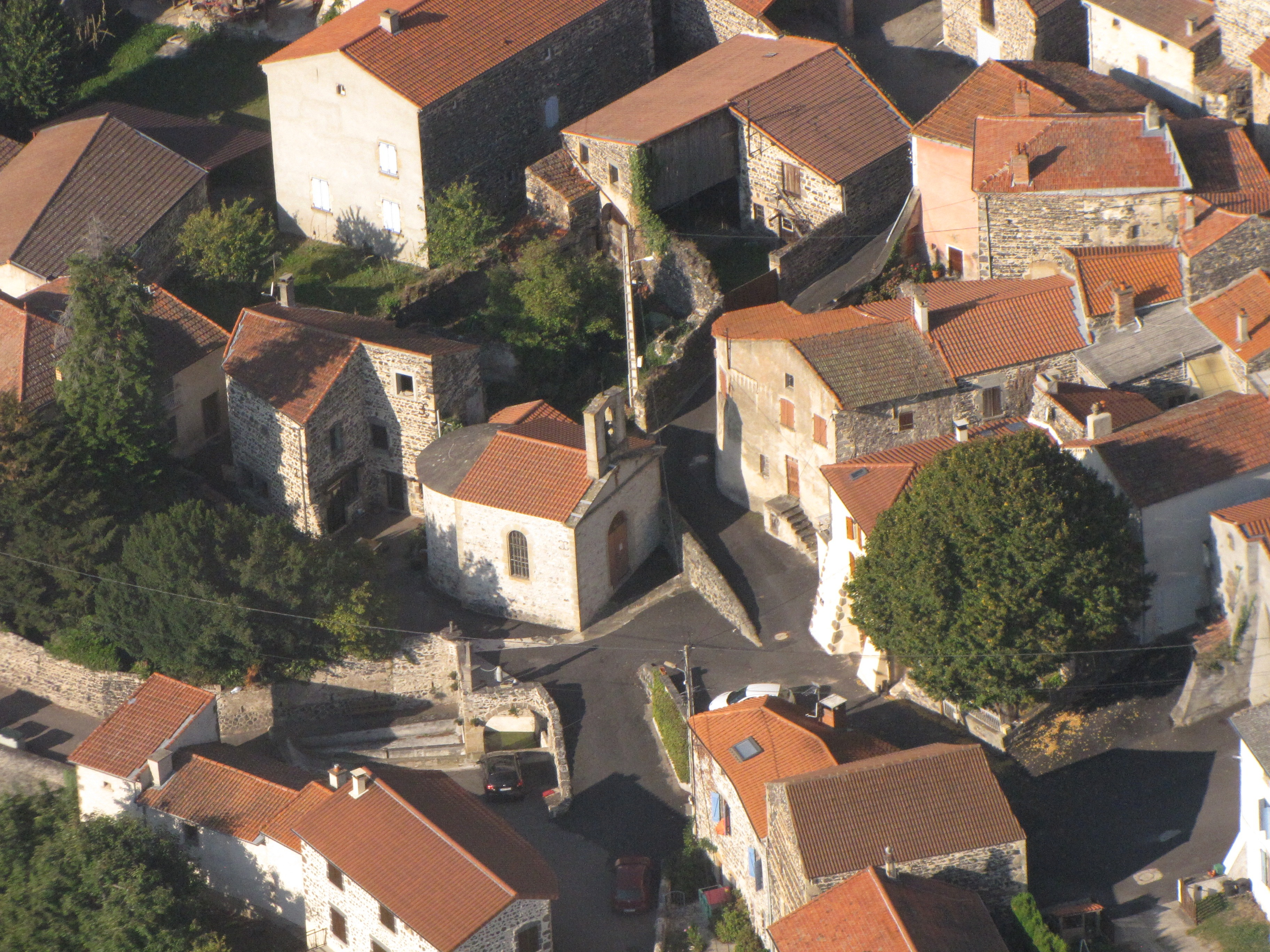
Vue d'avion - zoom sur la chapelle et le lavoir.
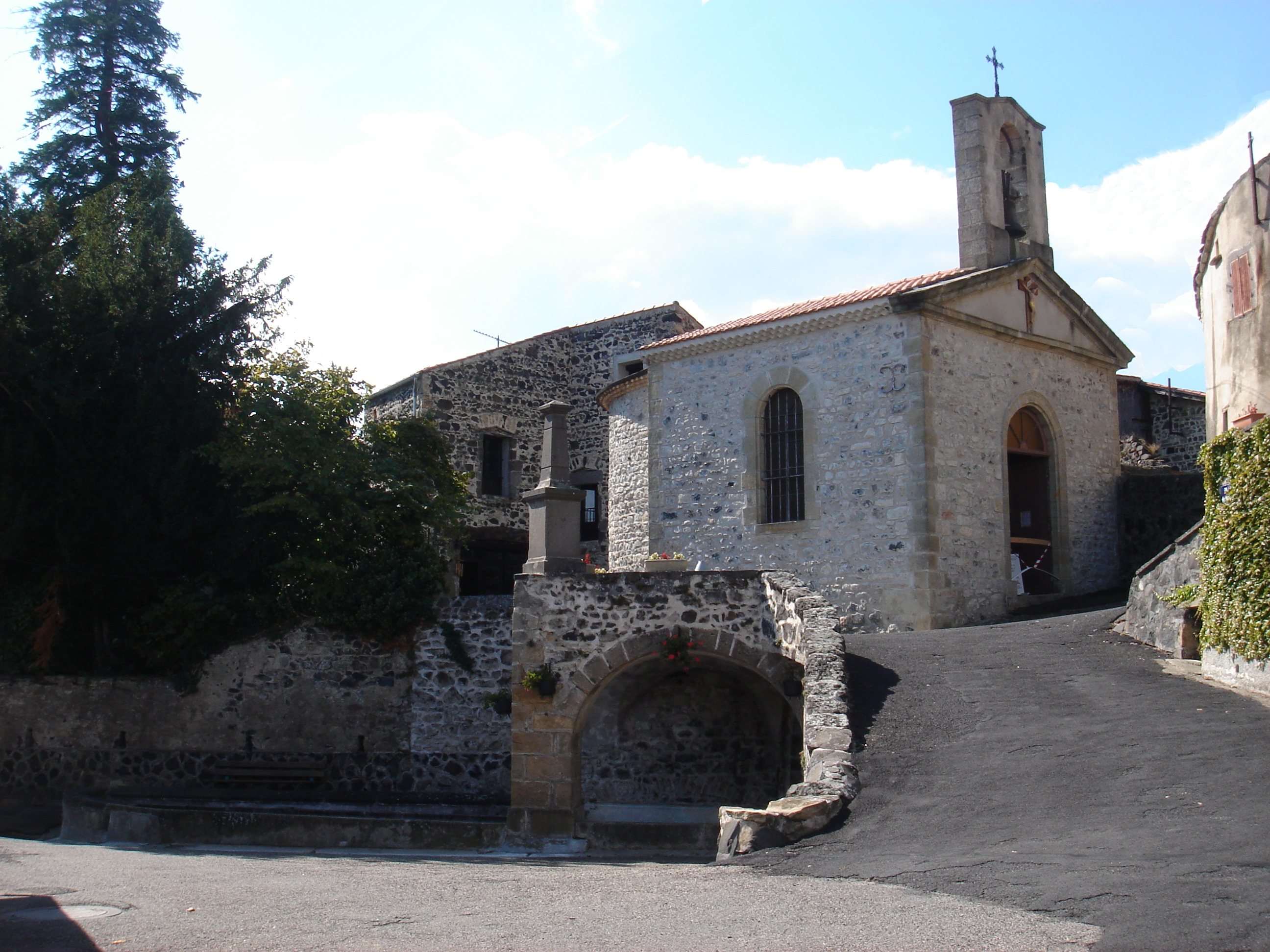
La chapelle domine les voutes du lavoir alimenté par des sources (actuellement taries).
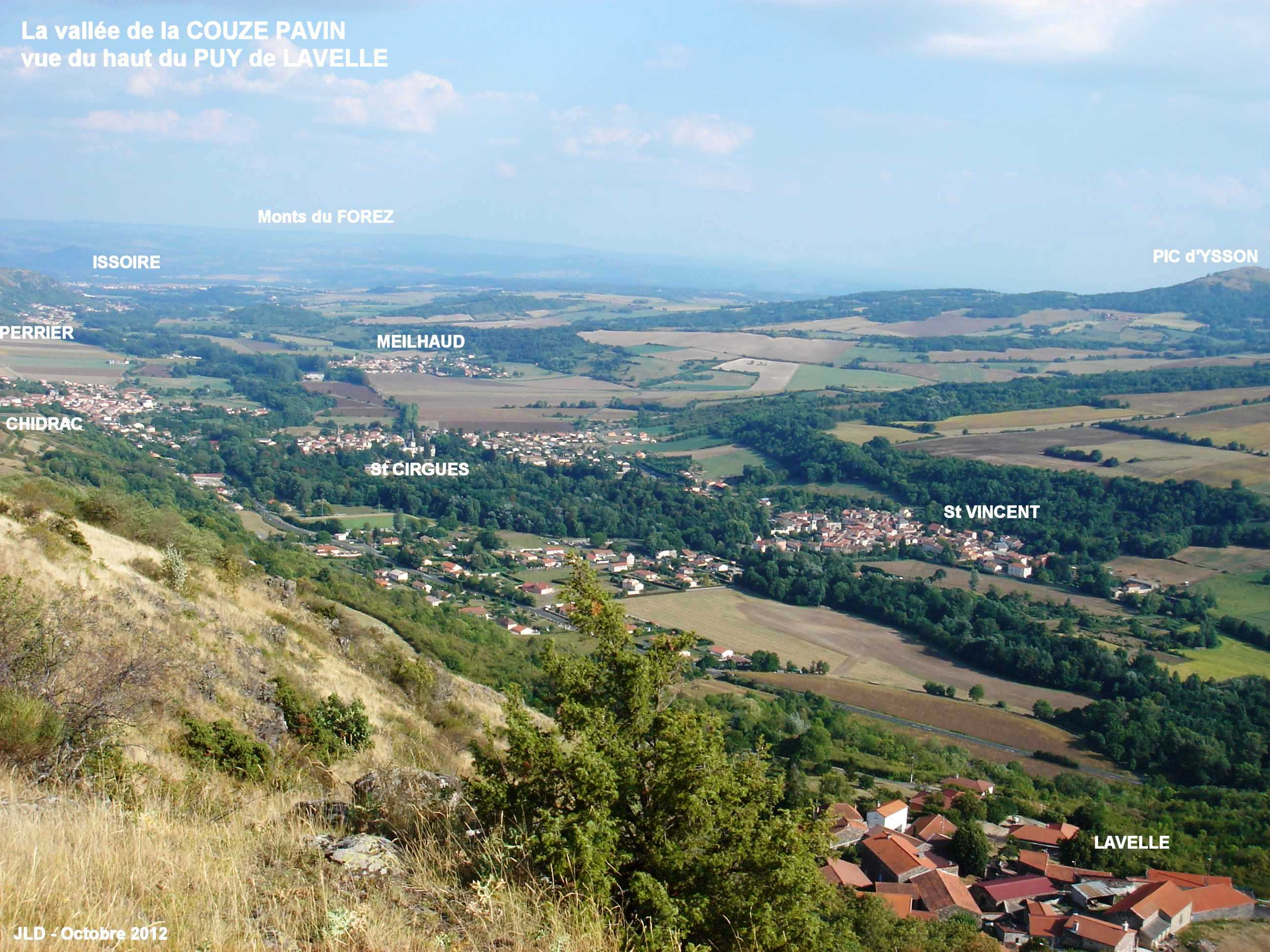
Vus depuis le haut du puy de Lavelle - Issoire au loin - les monts du Forez à l'arrière-plan.
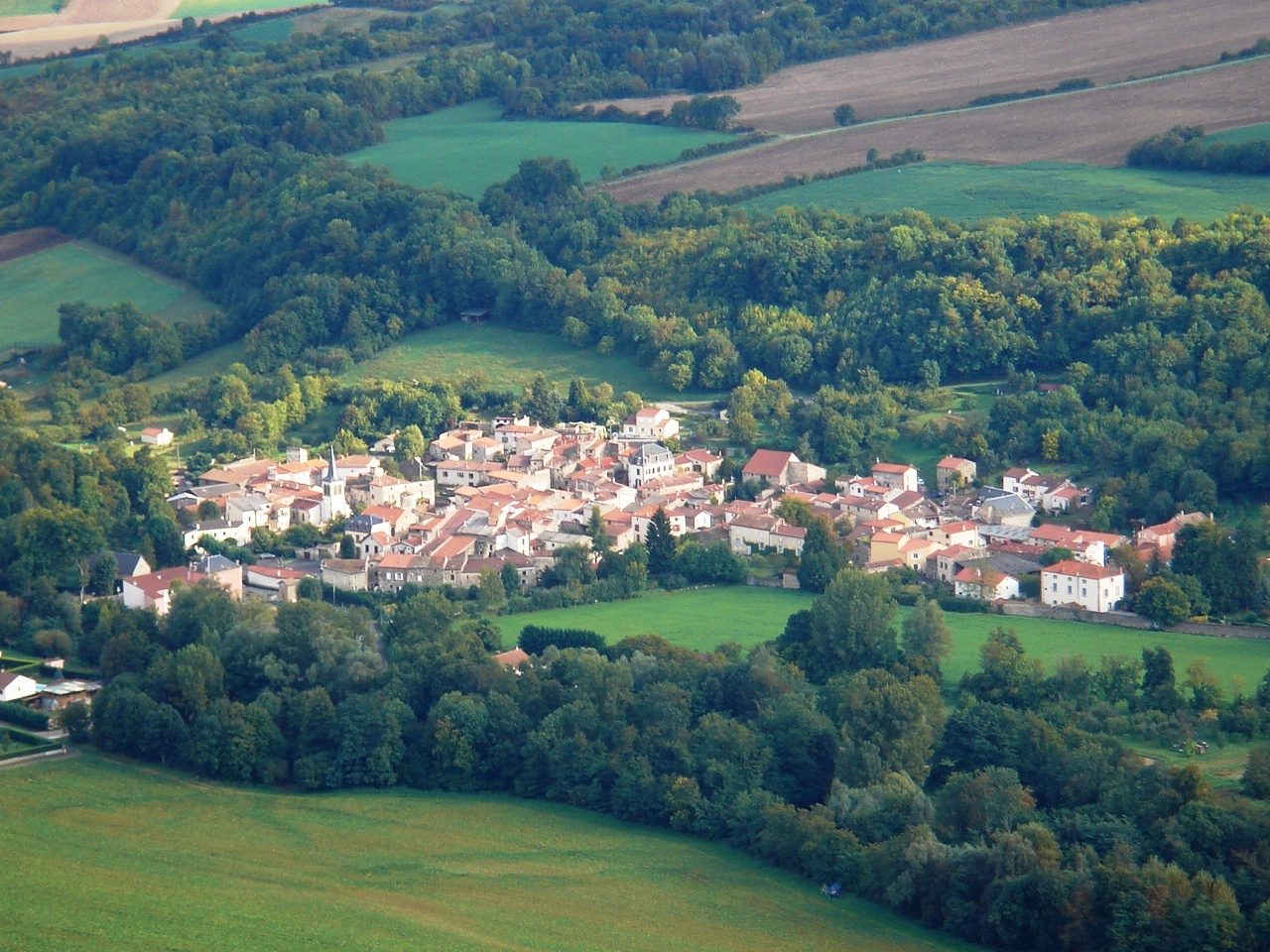
Le village vu depuis le puy de Lavelle.
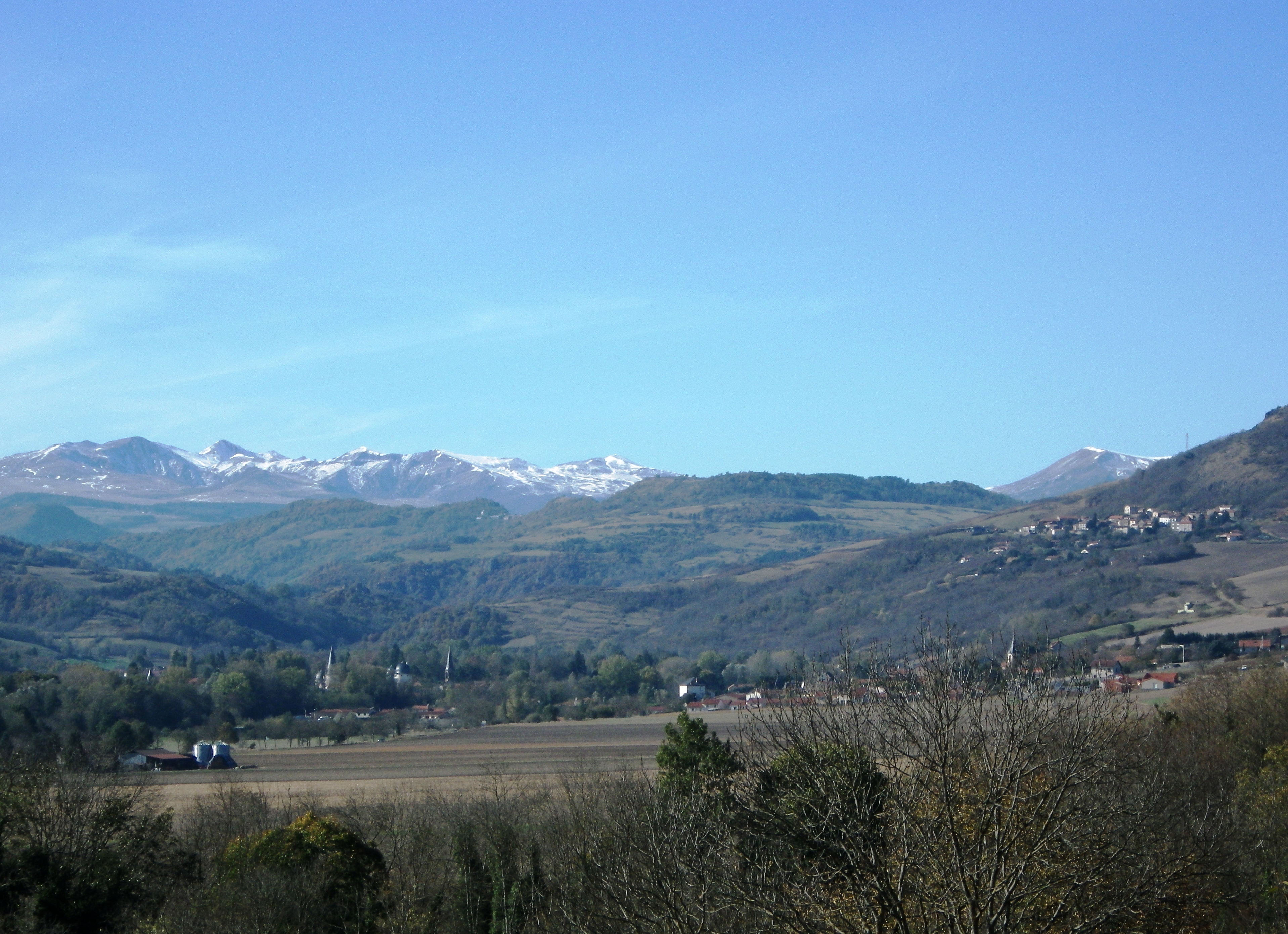
Lavelle (à droite, sur le flanc du puy de Lavelle) surplombe Saint-Cirgues (avec les toits de son château) et Chidrac -  le massif du SANCY, au fond, saupoudré des premières neiges d'octobre 2012.